# Шплинт

Шплинты:
A: Изначальное состояние
B: Установленный
C: Пружинный тип
D: Поперечное сечение стандартной конструкции

Шплинт (нем. Splint) — металлическое (иногда упругое) крепление, изготавливаемое в виде проволочного стержня полукруглого сечения, согнутого пополам с образованием ушка в месте сгиба (рисунок A). Применяется для скрепления слабо нагруженных деталей, либо для предотвращения самоотвинчивания гаек. Для установки шплинта его вставляют в предназначенное для него сквозное отверстие, после чего загибают концы (рисунок B)
Пружинный шплинт на рис. С, иногда в обиходе называемый «клипса», представляет собой исполнение «Form E» стандартного изделия по DIN 11024, и широко используется для разъёмных малонагруженных креплений в радиоуправляемых автомоделях.